# Centellor
Centellor (Centella) är ett släkte i familjen flockblommiga växter.

## Arter
Släktet Centella har drygt 50 accepterade arter:

- Centella abbreviata (A.Rich.) Nannf.
- Centella affinis (Eckl. & Zeyh.) Adamson
- Centella annua M.T.R.Schub. & B.-E.van Wyk
- Centella asiatica (L.) Urb.
- Centella brachycarpa M.T.R.Schub. & B.-E.van Wyk
- Centella caespitosa Adamson
- Centella calcaria M.T.R.Schub. & B.-E.van Wyk
- Centella callioda (Cham. & Schltdl.) Drude
- Centella capensis (L.) Domin
- Centella cochlearia (Domin) Adamson
- Centella comptonii Adamson
- Centella cordifolia (Hook.f.) Nannf.
- Centella coriacea Nannf.
- Centella cryptocarpa M.T.R.Schub. & B.-E.van Wyk
- Centella debilis (Eckl. & Zeyh.) Drude
- Centella dentata Adamson
- Centella didymocarpa Adamson
- Centella difformis (Eckl. & Zeyh.) Adamson
- Centella dolichocarpa M.T.R.Schub. & B.-E.van Wyk
- Centella erecta (L.f.) Fernald
- Centella eriantha (A.Rich.) Drude
- Centella flexuosa (Eckl. & Zeyh.) Drude
- Centella fourcadei Adamson
- Centella fusca (Eckl. & Zeyh.) Adamson
- Centella glabrata L.
- Centella glauca M.T.R.Schub. & B.-E.van Wyk
- Centella graminifolia Adamson
- Centella gymnocarpa M.T.R.Schub. & B.-E.van Wyk
- Centella laevis Adamson
- Centella lanata Compton
- Centella lasiophylla Adamson
- Centella linifolia (L.f.) Drude
- Centella longifolia (Adamson) M.T.R.Schub. & B.-E.van Wyk
- Centella macrocarpa (A.Rich.) Adamson
- Centella macroda (Spreng.) B.L.Burtt
- Centella montana (Cham. & Schltdl.) Domin
- Centella obtriangularis Cannon
- Centella pilosa M.T.R.Schub. & B.-E.van Wyk
- Centella pottebergensis Adamson
- Centella recticarpa Adamson
- Centella restioides Adamson
- Centella rupestris (Eckl. & Zeyh.) Adamson
- Centella scabra Adamson
- Centella sessilis Adamson
- Centella stenophylla Adamson
- Centella stipitata Adamson
- Centella ternata M.T.R.Schub. & B.-E.van Wyk
- Centella thesioides M.T.R.Schub. & B.-E.van Wyk
- Centella tridentata (L.f.) Drude ex Domin
- Centella triloba (Thunb.) Drude
- Centella tussilaginifolia (Baker) Domin
- Centella umbellata M.T.R.Schub. & B.-E.van Wyk
- Centella uniflora (Colenso) Nannf.
- Centella villosa L.
- Centella virgata (L.f.) Drude